# Mant
Mant – miejscowość i gmina we Francji, w regionie Nowa Akwitania, w departamencie Landy.
Według danych na rok 1990 gminę zamieszkiwały 322 osoby, a gęstość zaludnienia wynosiła 17 osób/km² (wśród 2290 gmin Akwitanii Mant plasuje się na 859. miejscu pod względem liczby ludności, natomiast pod względem powierzchni na miejscu 575.).